# Janus kinase 2
Janus Kinase 2 (thường gọi là JAK2) là một non- receptor tyrosine kinase. Nó là một thành viên của họ Janus kinase và tham gia vào quá trình truyền tín hiệu cùng với họ type II cytokine receptor (ví dụ. interferon receptors), họ GM-CSF receptor (IL-3R, IL-5R và GM-CSF-R), họ gp130 receptor (ví dụ, IL-6R), các receptor chuỗi đơn(ví dụ Epo-R, Tpo-R, GH-R, PRL-R).
Đặc điểm phân biệt janus kinase 2 và các JAK kinase khác là thiếu các domain gắn Src homology (SH2/SH3) và sự có mặt tới 7 domain JAK homology  (JH1-JH7). Điểm đáng chú ý là chỉ có một trong số các domain JH đầu carboxy giữ được đầy đủ chức năng kinase (JH1) trong khi những domain khác (JH2),trước đây được cho là không có chức năng kinase và được đặt tên là domain pseudokinase, mới được xác định có tác dụng xúc tác mặc dù chỉ ở 10% của các domain JH1.
Mất Jak2 làg gây chết phôi chuột ngày 12.

## Ý nghĩa lâm sàng
Sự hòa hợp gen JAK2 với gen TEL(ETV6) (TEL-JAK2) và PCM1 được tìm thấy ở những bệnh nhân mắc  leukemia, đặc biệt là leukemia dòng bạch cầu ái toan. Đột biến Jak - 2 Kinase có mối tương quan cao với những bất thường tim bẩm sinh ở vùng Nam Á mang gen PYFA.
Các đột biến ở JAK2 liên quan với bệnh đa hồng cầu nguyên phát, tăng tiểu cầu nguyên phát, và myelofibrosis  cũng như các rối loạn sinh tủy khác. Đột biến V617F) chuyển valine thành phenylalanine ở vị trí 617,khiến các tế bào tạo máu nhạy cảm hơn với các yếu tố tăng trưởng như erythropoietin và thrombopoietin, do các receptor cho các yếu tố tăng trưởng này cần JAK2  cho con đường truyền tín hiệu. Xác định được đột biến Jak2 là một trong những phương pháp chẩn đoán đa hồng cầu nguyên phát.

## Tương tác
Janus kinase 2 có tương tác với:
Các tín hiệu prolactin truyền qua JAK2 phụ thuộc vào STAT5, và các yếu tố phiên mã RUSH.